# Albion, Illinois
Albion är administrativ huvudort i Edwards County i Illinois. Orten har fått sitt namn efter Albion som är Storbritanniens tidigast kända namn. Albion hade 1 988 invånare enligt 2010 års folkräkning.

## Kända personer från Albion
- Louis Lincoln Emmerson, politiker